# Rose McGrandle
Rose McGrandle (* 24. Januar 1987 in Milton Keynes) ist eine ehemalige britische Skeletonpilotin.

## Werdegang
Rose McGrandle bewarb sich 2008 bei der landesweiten Talentsuche Girls4Gold und wurde für den Skeletonsport ausgewählt, in dem sie schließlich 2009 erste Erfahrungen sammelte. Sie bestritt ihre ersten internationalen Rennen zum Auftakt des Europacups 2010/11. Bei ihrem ersten Rennen im November 2010 in Cesana fuhr sie als Achtplatzierte sofort unter die besten zehn. Einen Tag später wurde sie an selber Stelle schon Sechste. Der endgültige Durchbruch erfolgte in den beiden folgenden Rennen in Igls, bei denen sie hinter Elizabeth Yarnold und vor Laura Deas Zweite wurde. Auch beim nächsten Rennen in Winterberg erreichte sie mit dem zweiten Rang hinter Deas und vor Yarnold eine Podestplatzierung. Ein vierter Podiumsrang im siebten Saisonrennen nach durchweg Resultaten unter den besten acht folgte im Dezember des Jahres hinter Sarah Sartor und Tina Hermann mit Rang drei in Altenberg. In der Gesamtwertung belegte sie den vierten Platz. Im Januar 2011 startete sie zudem bei den letzten beiden Saisonrennen im Intercontinentalcup in Lake Placid und wurde zweimal Fünfte.
Im Winter 2011/12 startete sie erneut im Intercontinentalcup und feierte im vierten Saisonrennen in Sigulda ihren ersten Sieg. Sie nahm anschließend an vier Rennen des Europacups teil und feierte dabei zwei Siege in Igls und Winterberg. Im Februar 2012 wurde sie in der zweiten Saisonhälfte des Intercontinentalcups einmal Zweite und dreimal Siegerin, woraufhin sie die Gesamtwertung vor Donna Creighton und Sophia Griebel gewann. Bei der Skeleton-Weltmeisterschaft 2012 in Lake Placid belegte sie Rang 16. Auch in der Folgesaison kam sie im Intercontinentalcup zum Einsatz, fuhr in Whistler auf Rang 3 und wurde auch in der Gesamtwertung Dritte.
In die Saison 2013/14 startete Rose McGrandle mit zwei Siegen im Intercontinentalcup, woraufhin sie im Januar 2014 in Winterberg ihr Weltcup-Debüt gab, das sie auf Platz 10 abschloss. Bei der Europameisterschaft wurde sie Achte; für die Olympischen Spiele 2014 konnte sie sich nicht qualifizieren. Zu Beginn des Winters 2014/15 war McGrandle erneut erst im Intercontinentalcup am Start und wurde in den ersten drei Saisonrennen einmal Erste und zweimal Zweite. In den Skeleton-Weltcup 2014/15 startete sie daraufhin mit zwei sechsten Rängen in Lake Placid und Calgary. Im Februar 2015 belegte sie mit Rang 3 in Igls ihre erste Podestplatzierung im Weltcup und gewann gleichzeitig Bronze bei der Europameisterschaft. In der Weltcup-Gesamtwertung erreichte sie mit dem siebten Rang das beste Ergebnis ihrer Karriere. Bei der Skeleton-Weltmeisterschaft 2015 wurde McGrandle Neunte. Im September 2015 wurde ihr Rücktritt vom Leistungssport bekanntgegeben.